# Burón
Pour les articles homonymes, voir Buron (homonymie).
Burón est un village d'Espagne, situé dans la province de León, dans la communauté autonome de Castille-et-León. Le village fait partie du Parc National des Pics d'Europe.